# Adrien de La Fage
Pour les articles homonymes, voir Fage.
Juste-Adrien-Lenoir de La Fage (né à Paris le 28 mars 1801 - décédé à l'asile de Charenton le 8 mars 1862) est un compositeur et un musicologue français.

## Biographie
Juste Adrien Lenoir dit de La Fage est né à Paris, fils d'Alexandrine Lenoir (1781-1819) et petit-fils de Samson-Nicolas Lenoir. En 1807 il devient enfant de chœur (donc membre de la maîtrise et du chœur d’adultes, alors à vocation plus ou moins professionnelle) de l'église Saint-Philippe-du-Roule. C’est là qu’il reçoit sa première éducation musicale. Sa famille voulait initialement le voir devenir prêtre catholique et pendant un temps il a fréquenté le séminaire de Saint-Nicolas-du-Chardonnet.
La Fage est finalement entré au Conservatoire de musique et de déclamation où il a été l'élève d'Alexandre-Étienne Choron et de François-Louis Perne pour l'harmonie, le contrepoint et l'histoire de la musique. En 1828, il a reçu une bourse de Charles X qui lui a permis de poursuivre ses études avec Giuseppe Baini en Italie. Il a également travaillé pour la Villa Médicis à Rome, pour laquelle il a composé et présenté l'opéra I creditori en 1829 .
En 1830, La Fage revient à Paris pour devenir le maître de chœur de Saint-Étienne-du-Mont. Il retourna en Italie en 1833 où il est resté pendant trois ans. C'est durant ce séjour en Italie que sa femme et son fils sont morts de maladie. Toutefois, son séjour en Italie a été productif puisqu'il y a écrit les Essais de diphtérographie musicale (publié à titre posthume en 1864), un ouvrage majeur sur l'histoire et la théorie de la musique ancienne. En 1836, il revient en France où il a travaillé comme professeur et musicologue. Il a fait plusieurs autres voyages en Italie, ainsi qu'en Allemagne, Angleterre et Espagne, au cours desquels il a étudié et copié de nombreux manuscrits. Il a écrit des articles pour plusieurs revues musicales et a publié plusieurs autres livres, dont son Histoire générale de la musique et de la danse en trois volumes qui est son œuvre la plus importante.

## Œuvres
Adrien de La Fage a écrit beaucoup de musique sacrée ainsi que de la musique de chambre.

## Écrits
- Manuel complet de musique vocale et instrumentale (6 vol, 1836-38) en collaboration avec Alexandre Choron
  - Manuel complet de musique vocale et instrumentale - t I sur Google Livres (lire en ligne sur Gallica) (1838)
  - Manuel complet de musique vocale et instrumentale - t II sur Google Livres (1838)
- Sémiologie musicale, éléments de musique d'après les principes de Choron
- De la chanson considérée sous le rapport musical sur Gallica (1840)
- Sémiologie musicale ou Exposé succinct et raisonné des principes élémentaires de la musique, suivie d'un vocabulaire des termes musicals les plus usités sur Gallica (1841)
- Histoire générale de la musique et de la danse, 2 vol, (1844)
- Orgue de l'église royale de Saint Denis construit par MM CAVAILLÉ-COLL père et fils, facteurs d'Orgues du Roi sur Gallica

et également disponible sur la bibliothèque numérique de Lyon (1846)
- - Histoire générale de la musique et de la danse : tome premier sur Gallica (Histoire générale de la musique et de la danse : tome premier sur Google Livres)
  - Histoire générale de la musique et de la danse : tome deuxième sur Gallica
- De l'unité unique et de la fixation d'un diapason universel sur Gallica (1859)
- Catalogue de la bibliothèque musicale. Traités généraux et spéciaux sur la théorie de biographie; œuvres de musique practique de divers genres; partitions, etc.; liturgie et plain chant; ouvrages sur l'art dramatique et le théatre, etc sur Google Livres (1862)
- Essais de diphthérographie musicale sur Google Livres (1864)
- De la reproduction des livres de plain-chant romain (1853)
- Nouveau traité de plain-chant romain à l'usage de tous les diocèses sur Google Livres (1859)
- Routine pour accompagner le plain-chant sur Google Livres (1858)